# Legionella gresilensis
Espèce
Legionella gresilensis est une espèce de bactéries gram-négatives de la famille des Legionellaceae.

## Description
Legionella beliardensis est une espèce de Legionella formée par des bacilles gram négatifs. Ce sont des bactéries aérobies, ne formant pas de spores et dont la croissance n'est possible que sur milieu BCYE supplémenté en L-cystéine.
La composition en acides gras des bactéries de cette espèce comprend plus de 35 % de 16:1w7c comme Legionella busanensis mais peut être différenciée de cette espèce par les autres acides gras présents.

## Taxonomie
Le nom correct complet (avec auteur) de ce taxon est Legionella gresilensis Lo Presti et al. 2001. Au moment de sa description, Legionella gresilensis est la 47e espèce décrite de Legionella.
Sa souche type est la souche Gréoux 11D13 déposée dans des banques de cultures bactériennes sous les identifiants ATCC 700509 (à l'American Type Culture Collection), CIP 106631 (dans la collection de l'Institut Pasteur) et DSM 21218.

### Étymologie
L'isolement de la souche type de cette espèce à Gréoux-les-Bains a été à l'origine du nom qui lui est attribué et dont l'étymologie est décrite ci-après : gre.si.len’sis. L. masc./fem. adj. gresilensis, concernant Gréoux, une ville thermale française, dont le nom en Latin classique est Gresilium [une autre possibilité serait gresiliensis].

## Habitat
Tout comme les espèces L. feeleii, L. birminghamensis, L. beliardensis, L. fairfieldensis, L. drozanskii et L. fallonii, cette bactérie peut être retrouvée comme particule infectieuse des Acanthamoeba lesquelles lui serve d'hôte pour s'y multiplier et de vecteur de propagation dans l'eau.